# Liste von Persönlichkeiten der Stadt Warburg
In dieser Liste sind Personen aufgeführt, die in der deutschen Stadt Warburg geboren worden sind oder zu dieser Stadt in einer besonderen Beziehung stehen.

## Söhne und Töchter der Stadt
Folgende Persönlichkeiten wurden in Warburg geboren:
- 13??: Heinrich von Spiegel zum Desenberg, Benediktiner, Fürstbischof von Paderborn und Fürstabt von Corvey 1361–1380
- 1395: Dietrich Ebbracht, Protonotar von Kaiser Siegmund, Kanoniker und Scholaster, führender Kirchenpolitiker zur Zeit des Basler Konzils
- 1455/1460: Hermann Barckhusen, Verleger
- 1476: Otto Beckmann, Theologe
- 1501: Anton Corvinus, Theologe, auch Rabe genannt
- 1533/34: Antonius Eisenhoit, Goldschmied
- 15?? Martin Thonemann – Abt von Hardehausen, (1544 bis 1567) des Zisterzienserklosters in Hardehausen[1]
- 1542: Jobst II Reuber, (norddeutsch Röver) Jurist und kurpfälzischer Kanzler
- 1562: Otto Casmann, deutscher Humanist
- 1582: Gabel Schaffen, Abt der Klöster Grafschaft (1612–1633) und Abdinghof (1632–1650)
- 1596: Johannes Arnoldi, Jesuit, Märtyrer, wurde bei der Verbreitung des kath. Glaubens von niedersächs. Bauern umgebracht.
- 1635: Johannes Adrian von Plencken Jurist, Oberamtsrat in Schlesien, Kanzler der Universität Breslau
- 16??: Coelestin von Geismar, Abt Kloster Werden (1706–1718), in der Funktion Direktor des Rheinischen Reichsprälatenkollegiums
- 1693: Johann Vitus Christoph Edler von Thönemann, ab 1740 kaiserlichen Reichskammergerichtsassessor, geadelt von Kaiser Karl VI.
- 1694: Johannes Konrad Franz von Thönemann, Generalvikariatsassessor, Kirchenrat in Mainz, von Kaiser Karl VI. geadelt
- 1695: Johann Conrad Schlaun (geb. im OT Nörde); Baumeister des Barock
- 1701: Johanna Maria Helena Christiana Thönemann, Äbtissin des adeligen Damenstiftes in Willebadessen (1741 bis 1778).
- 1717: Engelbert Engemann, (geb. im OT Welda), Benediktiner, Abt Kloster Huysburg, 1781–1796
- 1764: Ignaz Philipp Rosenmeyer, Jurist und Historiker
- 1770: Karl van Eß, Theologe und Benediktiner
- 1772: Leander van Eß, Theologe und Bibelübersetzer
- 1783: Caspar von Geismar, Kaiserlich-Russischer General-Adjutant des Zaren Nikolaus I.
- 1797: Wilhelm Rintelen, Jurist und Politiker (Justizminister)
- 1821: Johann Ignaz Fuchs, (geb. im OT Welda), Uhrmacher und Mechaniker
- 1825: Hermann Evers Richter und Reichstagsabgeordneter
- 1830: Arnold Güldenpfennig, Paderborner Dom- und Diözesanbaumeister
- 1835: Ferdinande von Brackel,(geb. im OT Welda) Autorin
- 1836: Ernst von Hoffbauer, preußischer General der Artillerie
- 1837: (Philomena) Gertrud Schmittdiel, Generaloberin der Kongregation der Schwestern der Christlichen Liebe
- 1840: Julius Dammann, Geistlicher und Schriftsteller
- 1841: Josef Kohlschein, Kupferstecher und Zeichner
- 1844 Heinrich Rehermann (1844–1892), Bürgermeister in Rinteln, Abgeordneter des Provinziallandtages der Provinz Hessen-Nassau
- 1848: Auguste Förster (1848–1926), deutsche Pädagogin und Frauenrechtlerin
- 1848: Ignaz Urban, Botaniker
- 1850: Moritz Nussbaum, Lehrer, Altphilologe
- 1857: Sally Berg, Kaufhausgründer und Modedesigner in Amsterdam
- 1858: Hermann Oppenheim, Neurologe der Charité
- 1866: Ludwig Cramer, Kaffeehändler und Auswanderer
- 1867: Adelbert Niemeyer, Maler, Architekt, Prof. und Keramiker
- 1872: Joseph Lehmann, Rabbiner
- 1878: Rudolf von Delius, Schriftsteller und Herausgeber
- 1881: Friedrich von Delius, Bergwerksdirektor in Plessa
- 1881: Walther Flechtheim Walter Flechtheim alias Walther Monroe, Varietékünstler
- 1883: Robert Peters, Bäckermeister, Bürgermeister von Warburg
- 1887: Hippolytus Böhlen, (geb. im OT Dössel) Franziskaner, Redakteur, Autor
- 1899: Josef Menke, Politiker, MdB von 1953 bis 1965
- 1899: Fritz Schmidt, Politiker (NSDAP), Mitglied des Reichstags
- 1900: Josef Gockeln (geb. im OT Großeneder), Politiker (Minister und OB von Düsseldorf) und Gewerkschafter
- 1901: Wilhelm Tegethoff, Polizeipräsident in Bonn
- 1909: Anton Volmert, Politiker, Landtagsabgeordneter
- 1910: Ernst Wirmer, Ministerialbeamter
- 1910: Gerd Ritgen, Vorsitzender des Bundesverbandes Deutscher Saatguterzeuger, MdB von 1965 bis 1976
- 1922: Heinrich Krefeld, klassischer Philologe, Fachdidaktiker und Gymnasialdirektor
- 1924: Paul Mikat, (geb. im OT Scherfede), Politiker (CDU), Kultusminister in Nordrhein-Westfalen
- 1927: Wilm Tegethoff, Jurist und Energiemanager
- 1932: Heribert Schmitz, römisch-katholischer Theologe, Domkapitular am Paderborner Dom
- 1934: Franz Xaver Kohlschein, Liturgiewissenschaftler
- 1935: Adolf Hartmann, Gewerkschafter, ehemaliger Bundesvorsitzender der GDBA, ehemaliger Personalvorstand der DB
- 1936: Johannes Wasmuth, Galerist
- 1939: Manfred Grothe, Weihbischof im Bistum Paderborn
- 1939: Karl Hengst, Professor für Kirchengeschichte
- 1940: Johannes Volmert, Germanist, Professor in Magdeburg
- 1941: Dieter Nolte (geboren im Ortsteil Herlinghausen), ehemaliger Abgeordneter des Hessischen Landtags
- 1941: Hubertus Menke, Professor für Germanistik
- 1945: Wolfram Hogrebe, Professor für Philosophie
- 1945: Alexandra Paszkowska
- 1946: Klaus Dinger Gitarrist, Schlagzeuger. u. a. bei Kraftwerk und Neu!
- 1950: Hubertus Fehring, Politiker
- 1954: Dietmar Klenke, Historiker
- 1955: Alfons Holtgreve, Maler und Grafikdesigner
- 1957: Heiger Scholz, Staatssekretär in Niedersachsen
- 1958: Rainer Brinkmann, Vizeadmiral der Marine
- 1959: Christoph H. Werth, Bildungsexperte, Dozent und Schriftsteller
- 1966: Hella Kemper, Redakteurin und Autorin
- 1966: Andreas Wiemers, Fernsehjournalist und Satire-Autor
- 1968: Michael Stickeln, Landrat des Kreises Höxter und ehem. Bürgermeister von Warburg
- 1976: Tobias Schenk, Historiker
- 1982: Lena Henke
- 1994: Sebastian Schonlau, Fußballspieler

## Weitere Persönlichkeiten
Folgende Persönlichkeiten sind keine gebürtigen Warburger, haben aber in der Stadt gelebt und gewirkt:
- Carl Caspar von Droste zu Hülshoff (1843–1922), Offizier, Unternehmer, Gutsbesitzer
- Peter Hille (1854–1904), Schriftsteller
- Theodor Niemeyer (1857–1939), Jurist und Völkerrechtler
- Ludwig Hagemann (1859–1941), Pfarrer und Historiker
- Emil Herz (1877–1971), Germanist und Verlagsvorstand Ullstein-Verlag, Verlagsgründer Propyläen Verlag
- Hans Kohlschein (1879–1948), Maler, Zeichner und Karikaturist
- Heinrich Schauerte (1882–1975), Priester, Professor für Religiöse Volkskunde
- Hans von Geisau (1889–1972), Altphilologe, Autor, Pädagoge, Geschichtsforscher
- Wilhelm Weskamm (1891–1956), kath. Bischof
- Joseph Peitzmeier (1897–1978), Priester, Biologe, Ornithologe, Professor
- Franz-Josef Würmeling (1900–1986), Familienminister, Absolvent am Gymnasium Marianum
- Josef Wirmer (1901–1944), Jurist und Widerstandskämpfer gegen den Nationalsozialismus; ihm ist ein Gedenkstein am Gymnasium Marianum gewidmet
- Lorenz Humburg (1906–1994), Maler, war als Kunstlehrer an Warburger Gymnasien tätig
- Christoph Bernhard Graf von Galen (1907–2002), Politiker, päpstlicher Geheimkämmerer
- Anton Böhlen (1912–1964), Politiker (Bürgermeister in Warburg 1952 bis 1964)
- Gordian Landwehr (1912–1998), Prior und Dominikaner
- Horst Fritsch (1931–2010), Sozialpädagoge und Politiker, MdB
- Heiko Bewermeyer (* 1940), Professor für Neurologie und Psychiatrie
- Irmgard Schwaetzer (* 1942), Politikerin, ehemalige MdB
- Christoph Kardinal Schönborn (* 1945), Erzbischof von Wien, trat in Warburg 1963 in den Dominikanerorden ein
- Hannelore Ludwig (* 1949), Realschullehrerin, Stadträtin, ehemalige MdL
- Friedrich Wilhelm Gieseler (* 1953), Vorstandsvorsitzender der DEVK; hat Warburger Wurzeln und war Schüler in Warburg
- Michel van Dyke (* 1961), Musiker und Produzent aus den Niederlanden, zog im Alter von 16 in den Stadtteil Menne und legte sein Abitur am Gymnasium Marianum in Warburg ab
- Heinrich Hadding (* 1972), Drehbuchautor und Schauspieler, war Schüler in Warburg und wohnt dort
- Sarah Hakenberg (* 1978), Kabarettistin und Autorin, lebt seit 2015 in Warburg

## Adel
Die folgenden Adelsgeschlechter waren oder sind in Warburg wohnhaft:
- Boyneburg, niederhessisches Adelsgeschlecht
- Canstein, westfälisches Adelsgeschlecht
- von Brackel, westfälisches Adelsgeschlecht in Welda
- Everstein, niedersächsisch-westfälisches Adelsgeschlecht (Wormeln)
- Haolde, westfälisches Adelsgeschlecht, darunter Graf Dodiko (Warburg und Umgebung)
- von Haxthausen, westfälisches Adelsgeschlecht, Weldaer Linie
- Hiddessen, Go- und Freigrafen von Warburg im 18. Jh.
- Rabe von Pappenheim, westfälisches Adelsgeschlecht
- Spiegel, westfälisches Adelsgeschlecht (Desenberg und Warburg, Dalheim)
- Welda, auch Wellede genannt, westfälisches Adelsgeschlecht in Welda
- Dalheim, westfälisches Adelsgeschlecht (Ritter) in Dalheim

## Familien
Familien, die mit Warburg verbunden waren oder sind:
- Familie Warburg
- Familie Fischer, u. a. Bürgermeister Heinrich Fischer
- Familie Geismar
- Familie Räuber / Reuber
- Familie Schepers / Pastorius (lat.)
- Familie Hiddessen
- Familie Rintelen
- Familie Thöne / Thonemann[2]
- Familie Werth